# چرنومورسکه
چرنومورسکه (انگلیسی: Chornomorske) یک شهرک در شبه‌جزیره کریمه کشور اوکراین است.